# فليكس معلوم
فليكس معلوم نغاكوتو بي-نيدي (بالفرنسية: Félix Malloum)‏(10 سبتمبر 1932 - 12 يونيو 2009)، المعروف أكثر باسم فليكس معلوم، ضابط عسكري وسياسي تشادي، شغل منصب رئيس تشاد الثاني من عام 1975 حتى 1978.

## حياته
وُلد معلوم في جنوب تشاد، وأصبح ضابطًا رفيع المستوى في الجيش التشادي تحت حكم أول رئيس للبلاد، فرانسوا تومبالباي. اعتقل وسجن من قبل تومبالباي في سياق الحرب الأهلية التشادية الأولى عام 1972 بعد الاشتباه بتدبيره لانقلاب. بعد الإطاحة بتومبالباي واغتياله خلال انقلاب تشاد 1975، أصبح معلوم رئيسًا جديدًا للبلاد، وورث الحرب الأهلية ضد المتمردين في الشمال.
في عام 1978، دمج قوات زعيم المتمردين حسين حبري الذي تم تعيينه رئيسًا للوزراء في جيشه لمحاربة زعيم المتمردين المنافس غوكووني أوددي. كانت تحالفاتهم قصيرة الأمد، وسرعان ما تحول حبري ضد معلوم في عام 1979. استقال معلوم بموجب اتفاق لاغوس، بينما تم إنشاء حكومة انتقالية جديدة لتقاسم السلطة بين حبري وغوكووني. عاد إلى تشاد عام 2002 بعد 23 عامًا من المنفى في نيجيريا، وتوفي في مستشفى في فرنسا بعد سبع سنوات.

## وفاته
توفي معلوم بسكتة قلبية عن عمر يناهز 76 عامًا في 12 يونيو 2009 في المستشفى الأمريكي في باريس، فرنسا.

## روابط خارجية
- فليكس معلوم على موقع مونزينجر (الألمانية)